# Дульсе де батата
Дульсе де батата (ісп. dulce de batata) — десерт, поширений в таких країнах Латинської Америки, як Аргентина, Уругвай та Парагвай. Названий за аналогією з дульсе де лече. Являє собою дуже густе желе або пластовий мармелад із солодкої картоплі (батата). Деякі фірми-виробники дульсе де батата також додають до нього шоколад.
Дульсе де батата виробляється у країнах Латинської Америки фабричним способом, і нерідко продається у консервних банках, становлячи конкуренцію гойябаде. Найчастіше його їдять із сиром, поклавши мармелад зверху на сир на кшталт бутерброда. Також дульсе де батата може вживатися із хлібом чи печивом.
У Бразилії теж існує мармелад із батату (порт. doce de batata doce), але він частіше робиться у вигляді цукерок і більше нагадує російський желейний мармелад, ніж пластовий.